# نرسیک استپانیان
نرسیک (نرسس) استپانیان (ارمنی: Ներսիկ (Ներսես) Ստեփանյան؛ زادهٔ ۱۴ فوریهٔ ۱۸۹۸ - درگذشته ۲۵ ژوئن ۱۹۳۷) یک اقتصاددان و سیاستمدار اهل ارمنستان بود که از تاریخ ۲۸ نوامبر ۱۹۳۳ تا تاریخ ۲۶ ژوئیه ۱۹۳۴ سمت وزیر فرهنگ ارمنستان شوروی را برعهده داشت.

## زندگی‌نامه
در ۱۴ فوریهٔ ۱۸۹۸ در یلیزاوت‌پل به دنیا آمد و از گیمنازیوم پسرانه یلیزاوت‌پل فارغ‌التحصیل شد.  وی در ۲۵ ژوئن ۱۹۳۷ در سن ۳۹ سالگی در جریان پاکسازی بزرگ تیرباران شد.

## نگارخانه

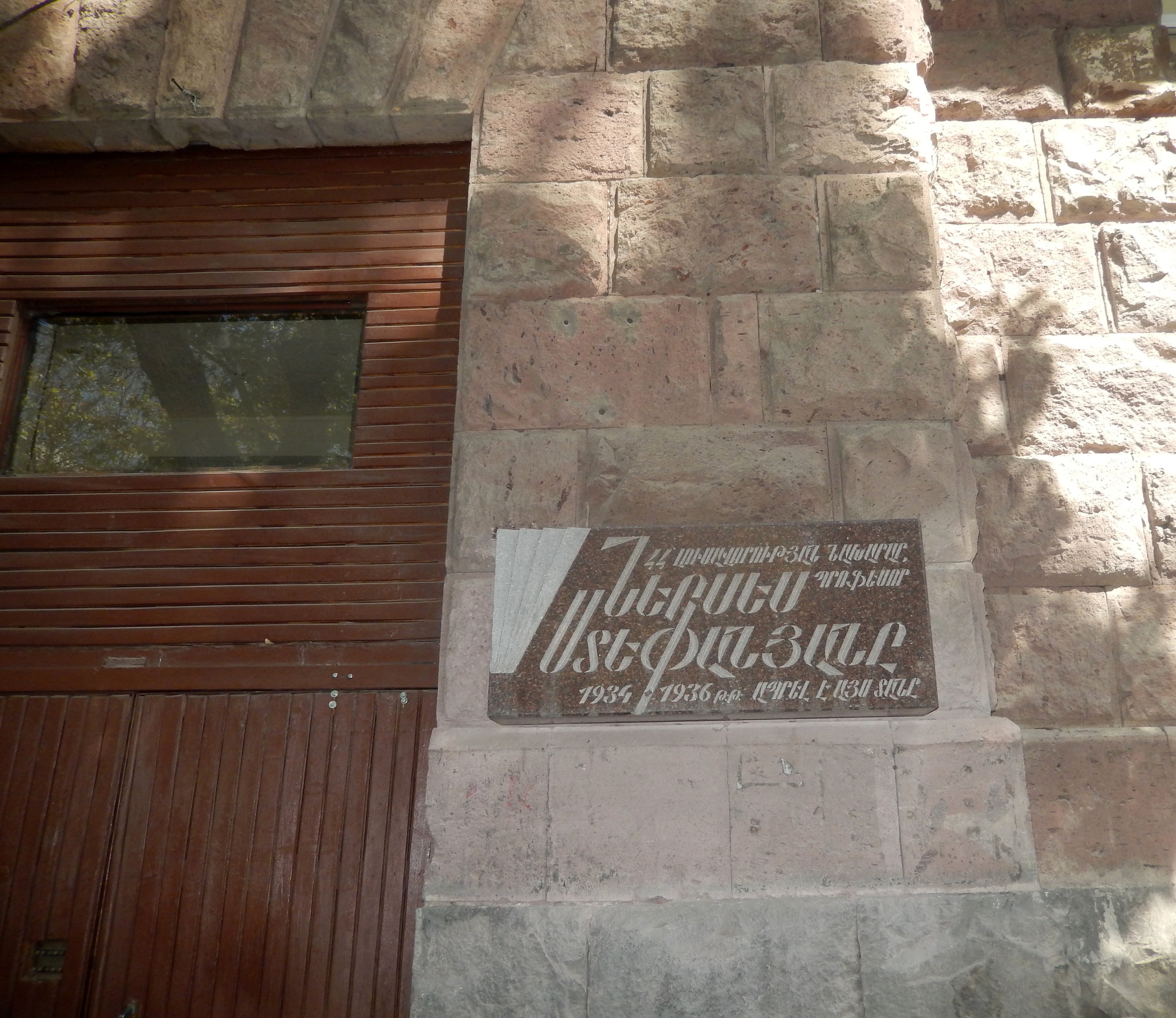

## یادداشت
1. ↑  Ելիզավետպոլ